# 安尼斯 (愛達荷州)
安尼斯（英語：Annis）是位於美國愛達荷州傑佛遜縣的一個非建制地區。該地的面積和人口皆未知。

## 地理
安尼斯的座標為43°43′42″N 112°56′10″W / 43.72833°N 112.93611°W，而該地的平均海拔高度為1472米（即4829英尺）。